# Polyscias paniculata
Espèce
Statut de conservation UICN

 CR A1ce, B1+2ace, C1 : 
En danger critique
Polyscias paniculata est une espèce de plantes à fleurs de la famille des Araliaceae et au genre Polyscias. C'est une plante endémique de l'île Maurice. On n'observe plus que quelques individus vers le Pouce. Cette espèce est donc menacée d'extinction.

## Source
- (en) Florens, D. & Strahm, W. 2000 Polyscias paniculata